# وسام الكويت
يمنح وسام الكويت بدرجاته الثماني لرؤساء الوزرات والسفراء وأبناء الكويت والأجانب الذين يقدمون خدمات جليلة للكويت ولمن أظهر شجاعة فائقة. ونظم قانون 20 لسنة 1974 المختص بأنشاء قلادة مبارك الكبير الأمور المختصة بهذا الوسام.

## درجات الوسام
شرحت المادة الأولى من المرسوم درجات الوسام الثمانية كاللآتي:
1. وسام الكويت ذو الوشاح من الطبقة الممتازة
2. وسام الكويت ذو الوشاح من الطبقة الأولى
3. وسام الكويت ذو الرصيعة من الطبقة الممتازة
4. وسام الكويت ذو الرصيعة من الطبقة الأولى
5. وسام الكويت من الطبقة الثانية
6. وسام الكويت من الطبقة الثالثة
7. وسام الكويت من الطبقة الرابعة
8. وسام الكويت من الطبقة الخامسة

## أشهر من حصل على الوسام
- الفريق أول الركن الأمير خالد بن سلطان بن عبد العزيز (وسام الكويت ذو الوشاح من الطبقة الممتازة 1992)
- الشاعر غازي القصيبي (وسام الكويت ذو الوشاح من الطبقة الممتازة 1992)
- السكرتير العام للأمم المتحدة السابق خافيير بيريز دي كويلارد (وسام الكويت ذو الوشاح من الطبقة الممتازة 1993)
- عبد الله يعقوب بشارة (وسام الكويت ذو الوشاح من الطبقة الأولى 1993)
- جيمس بيكر وزير الخارجية الأمريكي الأسبق (وسام الكويت ذو الوشاح من الطبقة الممتازة 1993)
- الأمير فيصل بن فهد بن عبد العزيز آل سعود (وسام الكويت ذو الوشاح من الطبقة الممتازة 1993)
- الأمير محمد بن فهد بن عبد العزيز آل سعود (وسام الكويت ذو الوشاح من الطبقة الممتازة 1993)
- كولن باول (وسام الكويت ذو الوشاح من الطبقة الممتازة 1993)
- جميل إبراهيم الحجيلان أمين عام مجلس التعاون لدول الخليج العربية السابق (وسام الكويت ذو الرصيعة من الطبقة الممتازة 2002)
- د.فايزة الخرافي مديرة جامعة الكويت السابقة (وسام الكويت ذو الوشاح من الطبقة الأولى 2002)
- عبد العزيز سعود البابطين (وسام الكويت ذو الوشاح من الطبقة الأولى 2007)
- البطل الأولمبي فهيد الديحاني (وسام الكويت ذو الرصيعة من الطبقة الأولى 12 أغسطس 2012)
- البطل الأولمبي عبدالله الرشيدي (وسام الكويت ذو الرصيعة من الطبقة الأولى 16 أغسطس 2016)
- وزير الخارجية الشيخ أحمد ناصر المحمد الصباح (وسام الكويت ذو الوشاح من الطبقة الأولى 7 يناير 2021)
- ولي عهد السعودية محمد بن سلمان آل سعود (وسام الكويت ذو الوشاح من الطبقة الأولى 10 ديسمبر 2021)

## الوسام
| الطبقة الممتازة | درجة الأولى |
| --------------- | ----------- |
|                 |             |